# Eduardo Vázquez (guionista)
Eduardo Vázquez (Madrid, 2 de noviembre de 1913-ibíd., 17 de marzo de 2002) fue un guionista radiofónico español.

## Biografía
Considerado uno de los más notables guionistas de la historia de la radio en España, su actividad inicial era la de ferroviario llegando a aprobar las correspondientes oposiciones en RENFE. Pero el estallido de la guerra civil española cambió su rumbo profesional. Especialmente dotado para la literatura, una vez finalizado el conflicto, compaginó su empleo en una oficina de una empresa eléctrica con colaboraciones radiofónicas. Finalmente terminaría consagrándose a este último oficio.
En 1954 llegó su éxito más rotundo: el serial Matilde, Perico y Periquín, que se mantuvo en las ondas de la Cadena SER durante cerca de dos décadas, hasta la muerte en 1971 de su protagonista masculino Pedro Pablo Ayuso. En 1967 recibió el premio Antena de Oro en la categoría de Radio. En 1976 puso en marcha el que sería último gran serial de la historia de la radio en España, La Saga de los Porretas, en antena durante otros doce años. Finalizada la radionovela, Vázquez se retiró, aunque aún tuvo tiempo de escribir los guiones de un par de episodios de la serie Farmacia de guardia, de Antonio Mercero, para Antena 3.